# Elemag Point
Elemag Point är en udde i Antarktis. Den ligger i Sydshetlandsöarna. Argentina, Chile och Storbritannien gör anspråk på området.
Terrängen inåt land är varierad. Havet är nära Elemag Point åt nordost. Trakten är glest befolkad. Närmaste befolkade plats är St. Kliment Ohridski Base, 16,3 kilometer väster om Elemag Point. 